# Sinsinawa
Sinsinawa è un'area non incorporata che si trova nella contea di Grant, nello stato americano del Wisconsin.
L'area è nel territorio delle città di Jamestown e Hazel Green. Si trova circa un miglio a nord del confine con lo Stato dell'Illinois.
Il toponimo deriva da un vocabolo sioux che significa "serpente a sonagli" o "casa della giovane aquila".
Nel 1846 il territorio venne acquistato dal missionario italiano Samuele Mazzuchelli che vi fondò un collegio cattolico e la congregazione domenicana delle suore del Santo Rosario.